# Basapur, Navalgund
Basapur là một làng thuộc tehsil Navalgund, huyện Dharwad, bang Karnataka, Ấn Độ.